# Calliopsis argentina
Calliopsis argentina är en biart som först beskrevs av Jörgensen 1912.  Calliopsis argentina ingår i släktet Calliopsis och familjen grävbin. Inga underarter finns listade.